# Le Mont-Pèlerin
Le Mont-Pèlerin est une localité suisse de la commune de Chardonne dans le canton de Vaud. Elle tire son nom du sommet avoisinant, le mont Pèlerin.

## Accès
Le funiculaire Vevey – Chardonne – Mont Pèlerin, inauguré en 1900, relie Vevey à la station de Mont-Pèlerin à 810 mètres d'altitude.

## Histoire

### Hôtels

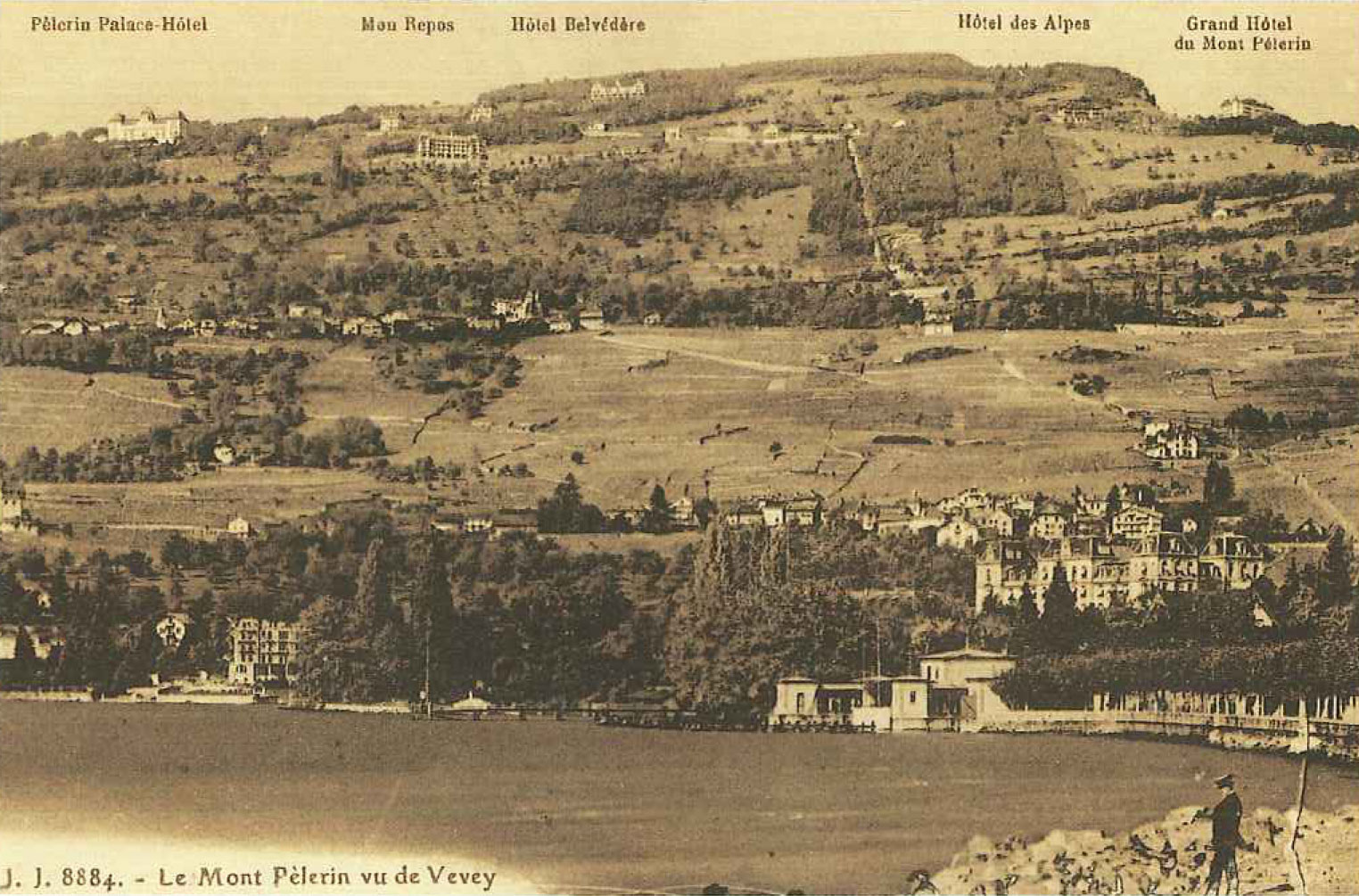
Les grands hôtels du Mont-Pèlerin vu de Vevey en 1912.

Au XVIIIe siècle déjà, le Mont-Pèlerin attira de nombreux écrivains pour ses paysages. Durant l'essor de l'industrie touristique en Suisse à la fin du XIXe et au début du XXe siècle la région se dota de grands hôtels attirant les européens fortunés et la haute société, notamment à Montreux, Vevey et Chexbres. Avec l'ouverture du funiculaire Vevey – Chardonne – Mont Pèlerin en 1900 Le Mont-Pèlerin devient un lieu de villégiature prisé et cinq grands hôtels sont ouverts entre 1902 et 1910.
Le premier d'entre eux, l'hôtel Belvédère, ouvre en 1902. Il appartient alors à la Société anonyme du Belvédère. Il est démoli à la fin des années 1940.
L'hôtel des Alpes, attesté dès 1904 et démoli durant les années 1950, était la propriété de Marc Baud, tenancier de la pension Bois-Bougy à Nyon.
La construction du Grand Hôtel du Mont Pèlerin débute en 1903. Durant les travaux en 1904, un incendie l'endommage. Ouvert en 1905, il est transformé en maison de retraite (La Maison du Pèlerin) dès 1957.
L'hôtel Le Mirador, dernier hôtel en activité, est issu de la transformation dans les années 1950 de la maison de repos Mon Repos ouverte en 1910. En 1906 est érigé le Pèlerin Palace Hôtel, il ouvre en 1907. En 1923 l'hôtel est racheté par une famille, qui l'exploita pendant cinq générations, et devient l'Hôtel du Parc. Il est racheté en 2008 par une société pour en faire des appartements de luxe.
Ces hôtels étaient alimentés par un réseau d'eau privé géré par la Société immobilière du Mont-Pèlerin. Dès 1905, le réseau reçoit l'eau de la Ville de Lausanne, en provenance des Avants.

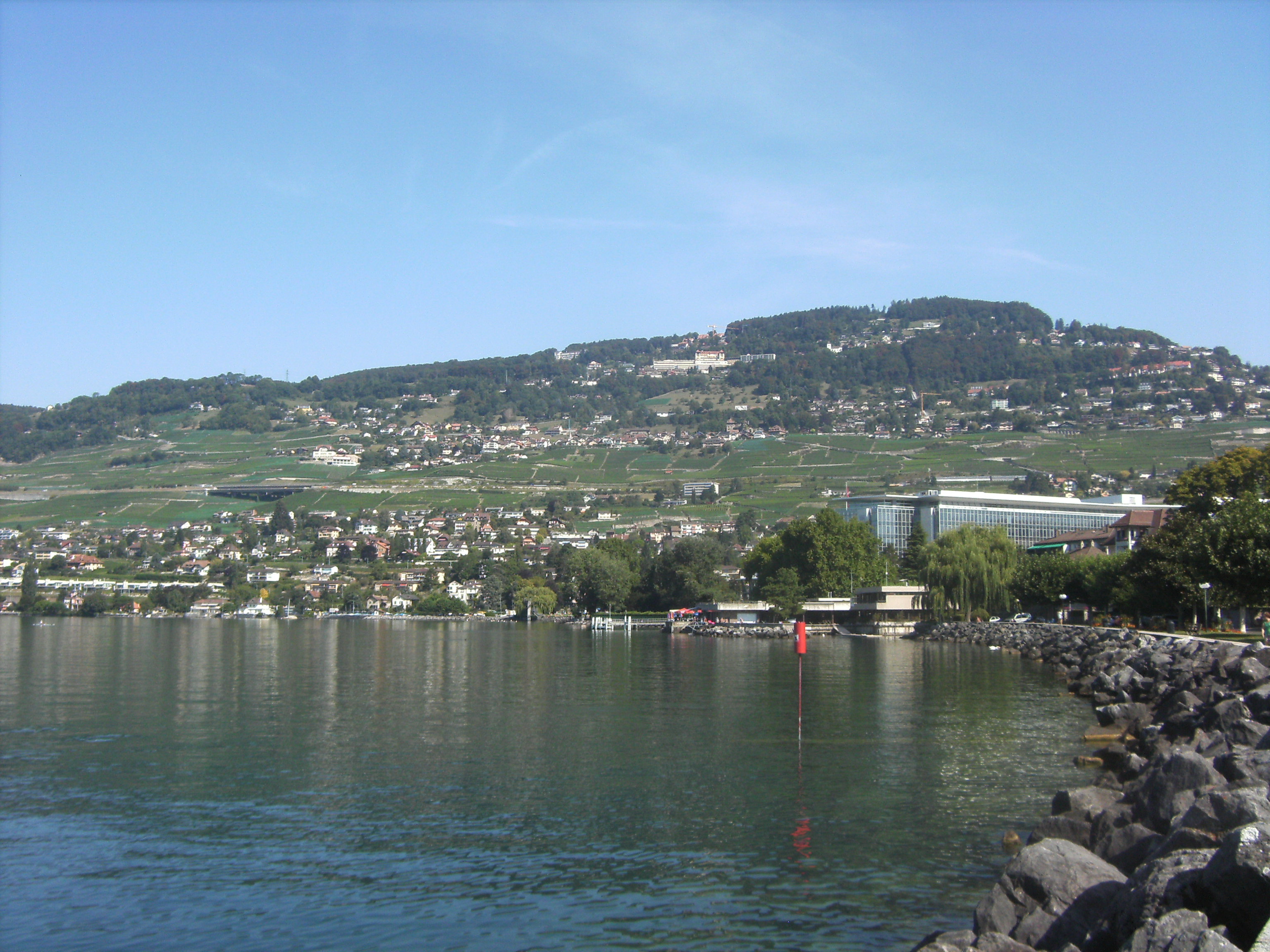
Le Mont-Pèlerin surplombant Chardonne et Corseaux vu depuis Vevey.
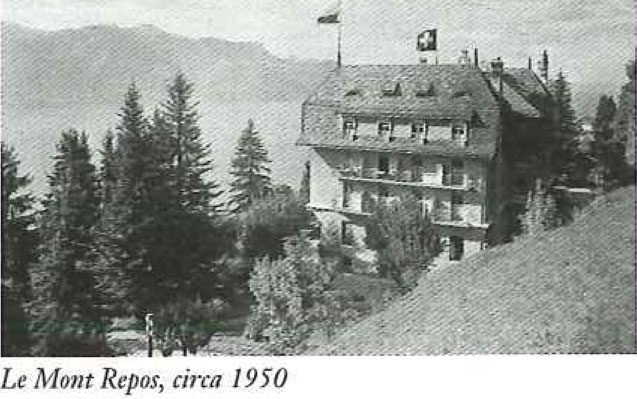
Le Mont Repos aux environs de 1950.
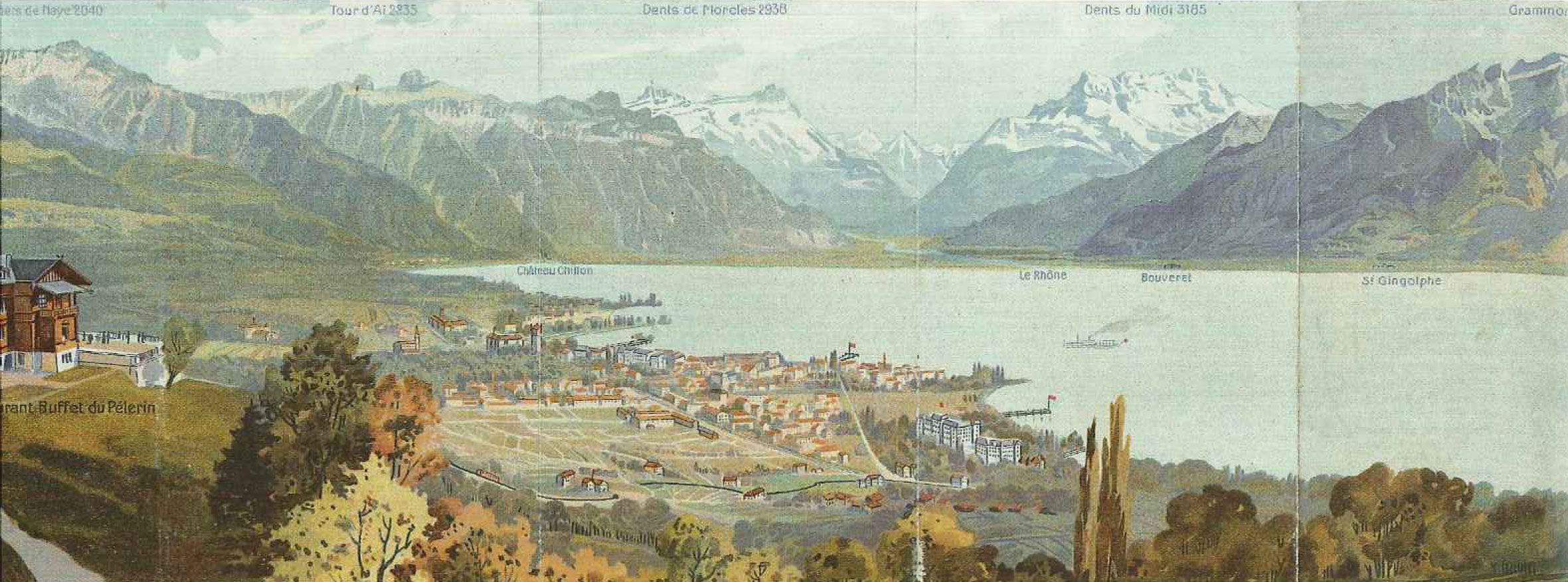
Panorama sur la Riviera vaudoise de 1912.

### Société du Mont Pèlerin
En 1947 le sommet et le village ont donné leur nom à la Société du Mont Pèlerin, club de réflexion promouvant des valeurs libérales, telles que l'économie de marché, la société ouverte et la liberté d'expression et qui s'y réunissait chaque année à l'Hôtel Du Parc. Elle fut fondée par Friedrich Hayek qui y avait organisé une conférence du 1er au 10 avril 1947 avec 36 personnalités du monde économique et intellectuel dans l'Hôtel Du Parc.

## Religion
Les chapelles protestantes de Baumaroche, au Mont-Pèlerin, et de Paully, aux Monts de Chardonne entre le village et le sommet, appartiennent à la Paroisse de Chardonne - Jongny. La chapelle Saint-Joseph, construite en 1934, est rattachée à la Paroisse Saint-Jean de Vevey depuis 1986.
Le monastère et centre d'étude du bouddhisme tibétain Rabten Choeling y a été fondé par Guéshé Rabten Rinpotché en 1977.

## Personnalité
- Anouk Millasson, maréchal-ferrante vivant au Mont-Pèlerin, élue meilleure apprentie dans la catégorie mixte des maréchaux-ferrants lors des championnats suisses de 2021[4] ;
- Emánuel Moór, pianiste, compositeur et facteur de piano, est mort au Mont-Pèlerin.